# Bacopa minuta
Bacopa minuta är en grobladsväxtart som beskrevs av A. Borhidi och O. Muniz. Bacopa minuta ingår i släktet tjockbladssläktet, och familjen grobladsväxter. Inga underarter finns listade i Catalogue of Life.